# 剑叶虾脊兰
剑叶虾脊兰（学名：Calanthe davidii），又名长叶根节兰，为蘭科根節蘭屬下的一个种。

## 扩展阅读
- 维基共享资源上的相關多媒體資源：長葉根節蘭
- 維基物種上的相關：長葉根節蘭